# Central nuclear de Fangjiashan
La Central nuclear de Fangjiashan (en chino: 方家山核电站)  es una planta de energía nuclear en la provincia de Zhejiang, en China, adyacente a la ya existente central nuclear de Qinshan. Dos Reactores de agua presurizada (PWR) de 1.080 megavatios (MWe) CPR-1000  están en construcción, a un costo total de 26 millones de yuanes (US $ 3,8 millones de dólares). 
El primer concreto para la primera unidad de la planta Fangjiashan se vertió el 26 de diciembre de 2008, la construcción de la segunda unidad le siguió en julio de 2009 Los reactores están programados para entrar en operación comercial en diciembre de 2013 y octubre de 2014 respectivamente.